# Limoncello
Limoncello er en italiensk Citronlikør. Den er lavet hovedsageligt af citronskal. Likøren stammer fra Campania, og især Limoncello fra området omkring Sorrento er berømt.